# Альфред Хичкок и Три Сыщика
Альфред Хичкок и три сыщика — серия детективных книг и фильмов, главными героями которых являются три мальчика-подростка из Калифорнии по имени Юпитер, Пит и Боб, а также кинорежиссёр Альфред Хичкок, записывающий их расследования. Имя Хичкока было взято по согласованию с кинорежиссёром, он лично никак не участвовал в создании произведений серии.

## История создания
С 1964 по 1987 год вышло 43 книги, одна книга не была опубликована. 1-30 книги вышли под оригинальным названием. После смерти Альфреда Хичкока в 1980 году был введён новый инспектирующий — вымышленный писатель Гектор Себастьян, а название серии изменено на «Три сыщика» (начиная с 31 книги — «Тайна нищего со шрамом»).
Книги 1—9 и 11 написал Роберт Артур-младший, среди авторов также есть Уильям Арден, Ник Вест, Мэри Вирджиния Кэри и Марк Брендел.
В период с 1985 по 1987 год вышла молодёжная серия книг «Find Your Fate Mysteries» («Найди свою судьбу»). Она состояла из восьми книг, четыре из которых были о Трёх сыщиках.
В 1989—1990 годах наследники Роберта Артура написали 11 книг (и ещё две не были изданы) о повзрослевших сыщиках — серия носит название «Crimebusters» («Охотники за преступлениями»). С 1993 по 2020 год немецкими авторами было выпущено более ста книг.

## Книги

### Основные серии «Альфред Хичкок и Три сыщика» (1-30) и «Три сыщика» (31-44)
1. Тайна замка ужасов (1964) — Роберт Артур-младший
2. Тайна попугая-заики (1964) — Роберт Артур-младший
3. Тайна шепчущей мумии (1965) — Роберт Артур-младший
4. Тайна зелёного призрака (1965) — Роберт Артур-младший
5. Тайна пропавшего сокровища (1966) — Роберт Артур-младший
6. Тайна острова скелетов (1966) — Роберт Артур-младший
7. Тайна Огненного Глаза (1967) — Роберт Артур-младший
8. Тайна серебряного паука (1967) — Роберт Артур-младший
9. Тайна кричащего будильника [Тайна пронзительного будильника] (1968) — Роберт Артур-младший
10. Тайна Долины стонов [Тайна стонущей пещеры; Три сыщика и Чертова гора] (1968) — Уильям Арден
11. Тайна говорящего черепа (1969) — Роберт Артур-младший
12. Тайна хохочущей тени [Хохочущая тень] (1969) — Уильям Арден
13. Тайна одноглазого кота [Секрет одноглазого кота; Тайна горбатого кота] (1970) — Уильям Арден
14. Тайна простуженного дракона (1970) — Ник Вест
15. Тайна пылающих следов (1971) — Мэри Вирджиния Кэри
16. Тайна нервного льва (1971) — Ник Вест
17. Тайна поющей змеи [Пyo yo yoя змея] (1972) — Мэри Вирджиния Кэри
18. Тайна зигзага [Тайна съежившегося дома] (1972) — Уильям Арден
19. Тайна озера призраков [Тайна призрачного озера] (1973) — Уильям Арден
20. Тайна горы чудовищ (1973) — Мэри Вирджиния Кэри
21. Тайна зеркала гоблинов (1974) — Мэри Вирджиния Кэри
22. Тайна мертвеца [Тайна шарады покойника; Тайна хитроумного завещания] (1974) — Уильям Арден
23. Тайна пса-невидимки (1975) — Мэри Вирджиния Кэри
24. Тайна зловещих копей (1976) — Мэри Вирджиния Кэри
25. Тайна танцующего дьявола [Тайна пляшущего дьявола] (1976) — Уильям Арден
26. Тайна лошади без головы (1977) — Уильям Арден
27. Тайна магического круга (1978) — Мэри Вирджиния Кэри
28. Тайна смертельной ошибки [Тайна смертельно опасного двойника] (1978) — Уильям Арден
29. Тайна жуткого пугала (1979) — Мэри Вирджиния Кэри
30. Тайна акульего рифа (1979) — Уильям Арден
31. Тайна нищего со шрамом (1981) — Мэри Вирджиния Кэри
32. Тайна пылающих скал (1981) — Мэри Вирджиния Кэри
33. Тайна багрового пирата [Тайна пурпурного пирата] (1982) — Уильям Арден
34. Тайна сбежавшего троглодита [Тайна пещерного человека] (1982) — Мэри Вирджиния Кэри
35. Тайна похищенного кита [Тайна пропавшего кита, Необыкновенный кит] (1983) — Марк Брендел
36. Тайна исчезнувшей русалки (1983) — Мэри Вирджиния Кэри
37. Тайна голубя-хромоножки [Тайна двупалого голубя] (1984) — Марк Брендел
38. Тайна разбитых стёкол (1984) — Уильям Арден
39. Тайна тропы террористов [Тайна опасного преследования] (1984) — Мэри Вирджиния Кэри
40. Тайна памятной встречи (1985) — Марк Брендел
41. Тайна голливудских мошенников [Тайна шоу мошенников] (1985) — Мэри Вирджиния Кэри
42. Тайна скалы кораблекрушений [Тайна камня грабителей; Золото викингов] (1986) — Уильям Арден
43. Тайна вредного коллекционера (1987) — Мэри Вирджиния Кэри
44. Тайна поезда-призрака (неизданное) — Мэри Вирджиния Кэри

### Найди свою судьбу (Find Your Fate Mysteries)
1. Тайна плачущего гроба (1985) — Меган Стайн и Г. Уильям Стайн
2. Тайна танцующего динозавра — Роза Эстес
3. Тайна аттракциона ужасов [Тайна Дома ужасов] — Меган Стайн и Г. Уильям Стайн
4. Тайна языческой статуэтки [Случай Дикой Статуи] (1987) — Мэри Вирджиния Кэри

### Охотники за преступлениями (Crimebusters)
1. Тайна ловких угонщиков (1989) — Уильям Арден
2. Тайна автомобильной аварии (1989) — Меган Стайн и Г. Уильям Стайн
3. Тайна вынужденной посадки [Вынужденная посадка] (1989) — Г. Х. Стоун
4. Тайна кровавого призрака (1989) — Уильям Маккей
5. Тайна мексиканских каникул (1989) — Марк Брендел
6. Тайна пропавшей звезды (1989) — Меган Стайн и Г. Уильям Стайн
7. Тайна похищенных плёнок (1989) — Г. Х. Стоун
8. Тайна жесткой игры (1990) — Уильям Маккей
9. Тайна фальшивой ноты (1990) — Питер Леранджис
10. Тайна несостоявшегося матча (1990) — Меган Стайн и Г. Уильям Стайн
11. Тайна компьютерного вируса [Компьютерный вирус] (1990) — Г. Х. Стоун
12. Промывка мозгов (неизданное) — Г. Х. Стоун
13. Нервы на пределе (неизданное) — Питер Леранджис

### Книги немецких авторов
1. Преступление на арене цирка (1993)
2. Безумный художник (1993)
3. Отравленная вода (1993)
4. Запрещённое лекарство (1994)
5. Месть тигра (1994)
6. Отель с привидениями (1994)
7. Футбольный бандит (1995)
8. Город-призрак (1995)
9. Контрабанда бриллиантов (1995)
10. Человек-тень (1995)
11. Тайна гробов (1996)
12. Сокровище горного озера (1996)
13. Запоздалая месть (1996)
14. Выстрелы из тьмы (1996)
15. Пропавший моряк (1996)
16. Грязная сделка (1996)
17. Буйствующий дух (1997)
18. Опаляющий меч (1997)
19. След ворона (1997)
20. Голоса ниоткуда (1997)
21. Дьявол с холмов (1997)
22. Пустая могила (1997)
23. Магия Вуду (1998)
24. НЛО: Секретные материалы (1998)
25. Дурацкое убежище (1998)
26. Рука зла (1998)
27. Мятеж на корабле (1998)
28. Дьявольская музыка (1998)
29. Башня огня (1999)
30. Ночь страха (1999)
31. Волчья морда (1999)
32. Вампир в Интернете (1999)
33. Смертельная тропа (1999)
34. Огненный жук (1999)
35. Лабиринт богов (2000)
36. Полёт смерти (2000)
37. Корабль-призрак (2000)
38. Чёрное чудовище (2000)
39. Послание с того света (2000)
40. Красный Мститель (2000)
41. Ядовитое жало (2001)
42. Долина ужаса (2001)
43. Злобная клевета (2001)
44. Остров смерти (2001)
45. Мобильник ведьмы (2001)
46. Двойной обман (2001)
47. Наследство короля воров (2002)
48. Отравленный Е-мейл (2002)
49. Гора туманов (2002)
50. Обезглавленный человек (2002)
51. Сокровище монахов (2002)
52. Семь врат (2002)
53. Опасная викторина (2003)
54. Паника в парке (2003)
55. Зал ужаса (2003)
56. Долина демонов (2003)
57. Глаз дракона (2003)
58. Усадьба покойника (2003)
59. Смертельное проклятье (2004)
60. Операция Кобра (2004)
61. Зловещий соперник (2004)
62. Невеселое наследство (2004)
63. Секретный ключ (2004)
64. Чёрный скорпион (2004)
65. Путь во тьму (2005)
66. Футбольная лихорадка (2005)
67. Поезд-призрак (2005)
68. Каньон-призрак (2005)
69. Огненная Луна (2005)
70. Болотная тварь (2005)
71. Чёрная Мадонна (2006)
72. Тени над Голливудом (2006)
73. СМСка из могилы (2006)
74. Проклятье дракона (2006)
75. Пугающий дом (2006)
76. Призрак в компьютерной сети (2006)

и другие.

## Герои

### Юпитер Джонс
Рано потерял родителей и живёт с дядей и тётей. В детстве снимался в сериале, где получил прозвище Малыш Толстячок или Пончик. Является мозгом и основателем агентства. Выиграл перед началом первой книги в конкурсе «Роллс-Ройс» (c водителем Ворвингтоном), на котором путешествуют Сыщики. Также ему принадлежит идея использовать мел для того, чтобы отмечать свой путь при похищении и в других сложных ситуациях. Юп мастер на все руки. Сам собрал многочисленную технику для использования в раскрытии дел. На территории «Склада утильсырья» находится штаб Сыщиков.
Также известен под именами: Юстас Йонас (в немецком переводе), Джупитер Джонс.

### Питер Креншоу
Питер Креншоу — Сыщик Номер Два. Он самый мускулистый из всех ребят и готов принять на себя больше физической работы. Пит любит пошутить, особенно когда ребята заходят в тупик в своём расследовании. Пит как бы служит утешением, когда он произносит свои шутки («Тайна замка ужасов» полна такими примерами: «Если бы я записал что-либо на пленку, то все, что ты услышал бы, был звук моих стучащих зубов»). Пит часто бывает компаньоном Юпа в различных поездках.
Невзирая на его боязнь опасности, Пит часто бывает мужественным. Например, в конце «Тайны попугая-заики», когда Пит и Юп попали в беду, Пит отправляет Юпа в безопасное место, а сам служит приманкой для преследователя. То есть, несмотря на его частые протесты к опасным миссиям, он все равно участвует в них, так как он тоже любит хорошие тайны.
Несмотря на то, что Юпитер намного умнее Пита, Пит выглядит в историях как равный всем, он часто указывает Юпитеру такие мелочи, которые тот не замечает (это происходит в основном в комической форме). Иногда Пит делает подсказки, которые впоследствии оказываются ключевыми.
Также известен под именами: Петер Шоу, Пит Креншо.

### Боб Андрюс
Мускулистый, маленького роста мальчик, в известном смысле человек рассудка, но не лишен склонности к авантюрным приключениям. Боб блондин. Тяготеет более к научным разработкам. Он отвечает за ведение документации, и на нём лежит исследовательская работа фирмы. Боб живёт с родителями. Его отец — корреспондент Лос-Анджелесской газеты. В свободное время Боб работает в библиотеке Роки-Бич. Там он может также находить необходимые для расследований ребят материалы.
Боб Андрюс завершает трио трёх сыщиков, будучи ответственным за записи и исследования. Несмотря на скромное звание, Боб играет уникальную роль в книгах. Фактически, Боб — это первый персонаж, с которым мы встречаемся на страницах первой истории. Боб помогает ребятам, работая в библиотеке, где он находит нужные для них сведения. Как и Пит, Боб не сравним с Юпитером по уму, но он ценный участник в команде. Когда три сыщика разделяются для различных миссий, Боб нередко служит приманкой для преследователей («Тайна попугая-заики», «Тайна стонущей пещеры»), а также смело отправляется в любые поездки. Несмотря на свои аналитические способности, Боб часто приходит на помощь своим друзьям, когда те в беде.
В первых трёх книгах Боб был физически не способен быстро передвигаться, так как у него на ноге был гипс. Он сломал ногу, когда пытался покорить одну из вершин Роки-Бич: он сорвался и катился до самого низу по горе. Боб избавился от гипса между «Тайной шепчущей мумии» и «Тайной зеленого призрака» (Роберт Артур описывает это в начале «Тайны зеленого призрака»). Поэтому сейчас Боб способен совершать различную физическую работу, в том числе и бегать.
Также известен под именами: Боб Эндрюс.

### Прочие
- Титус и Матильда Джонс — дядя и тётя Юпитера, владельцы склада утильсырья. Тётя Матильда — очень строгая женщина. Дядя Титус в молодости гастролировал с цирком.
- Мортон, он же Уорингтон или Уортингтон или Ворвингтон — водитель «Роллс-Ройса» сыщиков.
- Братья-баварцы Ганс и Конрад — работники Склада Утильсырья Джонс. (В немецких изданиях, а также в русских переводах с этих изданий, братьев зовут Патрик и Кеннет, и они ирландцы).
- Гюгенэ, также в других переводах Овер, Югане или Юджине — легендарный преступник из Франции, которого сыщики пытались поймать в книге № 2. А в девятой части он возвращается и помогает Джупитеру в расследовании. Оба дела с Гюгенэ об исчезнувших картинах.

## Фильмы

### Три сыщика и тайна острова скелетов
- Оригинальное название: The Three Investigators and the Secret of Skeleton Island, год выпуска — 2007, снят в Германии и ЮАР.
- Режиссёр: Флориан Баксмейер / Florian Baxmeyer.
- В ролях: Ченселлор Миллер /Chancellor Miller/, Ник Прайс /Nick Price/, Камерон Монахэн /Cameron Monaghan/, Найджел Уитми /Nigel Whitmey/, Акин Омотосо /Akin Omotoso/, Фиона Рэмси /Fiona Ramsey/, Лэнгли Кирквуд /Langley Kirkwood/, Джеймс Фолкнер /James Faulkner/.
- Сюжет: герои фильма — Боб Андрюс, Пит Креншоу и Джупитер Джонс, живут городке Роки-Бич на берегу Тихого океана. Их опорный пункт — склад утильсырья, штаб-квартира — старый автоприцеп, в котором они оборудовали криминалистическую лабораторию. Их агентство «Три сыщика» раскрывает любые секреты, загадки, головоломки.

### Три сыщика и тайна замка ужасов
- Оригинальное название: The Three Investigators and the Secret of Horror Castle, год выпуска — 2009, снят в Германии.
- Режиссёр: Флориан Баксмейер / Florian Baxmeyer.
- В ролях: Ченселлор Миллер, Ник Прайс, Камерон Монахэн, Джеймс Фолкнер, Анетт Кемп, Джонатан Пиенаар.
- Сюжет: Таинственная видеокассета попадает в руки Джупитера Джонса, Пита Креншоу и Боба Андрюса во время вечеринки по поводу дня рождения Юпитера. На видеокассете оказалось видео его погибших родителей; в своём сообщении они дают сыну ключ к разгадке тайны. Три сыщика сразу едут на заброшенную территорию сумасшедшего фантазёра Террила, расположенную в отдалённом лесу в Северной Калифорнии.

Три сыщика и наследие дракона
- Оригинальное название: Die drei ??? – Erbe des Drachen Castle, год выпуска — 2023, снят в Германии.
- Режиссёр: Tim Dünschede.
- Авторы сценария: Anil Kizilbuga, Tim Dünschede.
- В ролях:  Julius Weckauf: Justus Jonas  Nevio Wendt: Peter Shaw  Levi Brandl: Bob Andrews  Mark Waschke: Henry Shaw  Gudrun Landgrebe: Gräfin Codrina  Gedeon Burkhard: Steven Yates  Florian Lukas: Onkel Titus  Jördis Triebel: Tante Mathilda  Natalia Belitski: Luciana Ionescu  Agnes Decker: Director Annabeth Parker  Ben Wichert: Hank Meyers  Dela Dabulamanzi: Miss Bennett  Valentin Popescu: Donald Repta  Bernd Birkhahn: Alexandro Crazulesco

Источник: https://de.m.wikipedia.org/wiki/Die_drei_%3F%3F%3F_%E2%80%93_Erbe_des_Drachen